# Prensa BARS

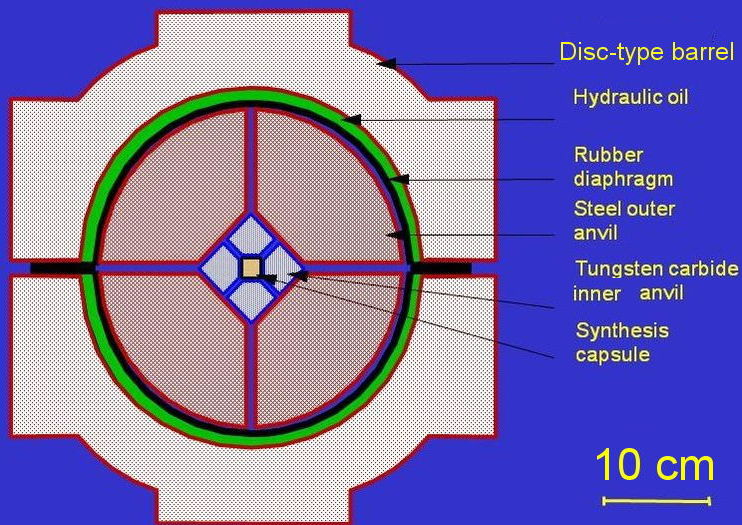
Esquema de una prensa BARS; el tamaño del caño exterior está reducido para mejorar la representación.

Esquema del sistema BARS.

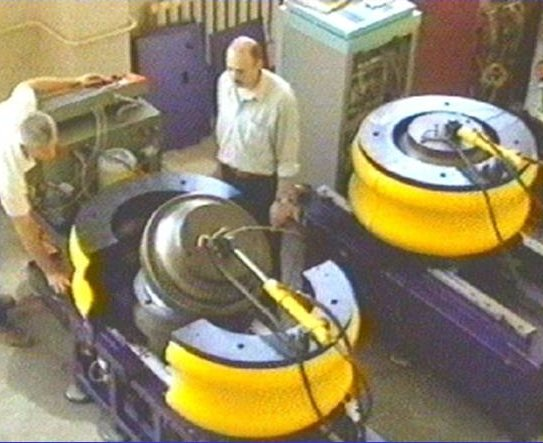
Dos dispositivos BARS, uno abierto para recargar o vaciar y el otro cerrado.

Esquema del funcionamiento de una prensa BARS. Algunas partes están distorsionadas para mejorar la visulización.

La prensa BARS (o " de esfera dividida") es una prensa que alcanza altas presiones y altas temperaturas empleada generalmente para la génesis o procesamiento de minerales, especialmente diamantes. El nombre es una transliteración de la abreviatura rusa БАРС = Беспрессовая Аппаратура высокого давления "Разрезная Сфера" (instalación de prensa libre de alta presión o de "esfera dividida"). Las presiones y temperaturas típicas alcanzables son de 10 GPa y 2500 °C.
La tecnología BARS se inventó entre 1989 a 1991 por los científicos del Instituto de Geología y Geofísica una rama siberiana de la Academia de Ciencias de la URSS. En el centro del dispositivo, se encuentra una célula de reacción cilíndrica, realizada en cerámica, de aproximadamente 2 cm³ de capacidad. 
Rodeando dicha célula de disponen seis elementos, yunques, realizados en carburo cementado (aleación dura VK10), con acabado superficial especular, que transmiten la presión. Una vez montados estos elementos forma un octaedro con un hueco en su centro. El hueco puede ser cúbico con los que las seis piezas son iguales (ver poliedros duales), o en forma de prisma cuadrado, con lo que existen dos grupos de piezas: dos para las bases y cuatro para las caras del prisma. En dicho hueco se coloca la célula. Rodeando al octaedro existen una esfera de acero cortada en 8 partes iguales, mediante tres planos perpendiculares entre ellos y que pasa por el centro. La punta de dichas partes, que correspondería con el centro de la esfera, esta rebajada para formar la cavidad octaédrica. Estos sectores transmiten la presión de trabajo hacia el interior. Después de ensamblada, todo el conjunto se encierra en un barril en forma de disco con un diámetro aproximado de 1 metro. El barril se llena con aceite, que se presuriza después del calentamiento; la presión del aceite se transfiere a la célula central. La célula central se calienta mediante un calentador de grafito coaxial. La temperatura se mide con un termopar.
La tasa de crecimiento de una pieza de 5 quilates (1,0 g) tipo Ib (amarillo, rico en nitrógeno) utilizando Fe-Ni como catalizador alcanza valores elevados de ~ 20 mg / h hacia el final del ciclo de crecimiento de 100 h. Es decir, una pieza de 5 quilates (1,0 g) puede aumentar a 6 quilates (1,2 g) en menos de 100 h.